# 寺内弘子
寺内 弘子（てらうち ひろこ、1936年〈昭和11年〉4月9日 -  ）は、日本の政治家。自由民主党所属。参議院議員（1期）を歴任。

## 経歴
山形県山形市出身。1953年山形市立第二中学校卒。生長の家に入り、国会議員秘書や生長の家政治連合本部婦人青少年問題対策部長などを務める。1983年の第13回参議院議員通常選挙で比例区から自民党公認で立候補したが落選。1986年に藤井裕久の衆院選出馬に伴い繰り上げ当選した。1988年竹下改造内閣で沖縄開発政務次官に就任。翌1989年の宇野内閣でも留任した。同年の第15回参議院議員通常選挙で落選。1993年の第40回衆議院議員総選挙で埼玉5区から無所属で出馬したが落選した。